# Eisenbahnunfall von Bad Bramstedt
Der Eisenbahnunfall von Bad Bramstedt war der Frontalzusammenstoß zweier Dieseltriebwagen der Altona-Kaltenkirchen-Neumünster Eisenbahn AG (AKN) am 29. September 1994 in Bad Bramstedt. Dabei starben 6 Menschen, 20 wurden leicht, weitere 60 zum Teil schwer verletzt.

## Ausgangslage
Die Bahnstrecke Hamburg-Altona–Neumünster ist im betroffenen Abschnitt eingleisig. Der Unfall geschah ungefähr 500 Meter hinter der Nordausfahrt des Bahnhofs Bad Bramstedt. Die Strecke weist hier eine unübersichtliche Kurve auf. Steile Böschungen begrenzen sie zudem.
Seit 1957 wurde die Strecke im Zugleitbetrieb per Sprechfunk betrieben. Triebfahrzeugführer müssen sich dabei in den Kreuzungsbahnhöfen die Erlaubnis zur Weiterfahrt über Sprechfunk vom Zugleiter einholen.
Der Streckenabschnitt wurde zur fraglichen Zeit von zwei Zügen befahren. Ein Triebwagen der Baureihe LHB VT 2E mit der Bezeichnung VT 2.31 verkehrte von Neumünster nach Süden, ein zweiter, baugleicher mit der Bezeichnung VT 2.42 in der Gegenrichtung. Insgesamt reisten mehr als 80 Fahrgäste in beiden Zügen. Die Triebfahrzeugführer waren erfahren und seit vielen Jahren bei der AKN tätig. Im Bahnhof Bad Bramstedt war die Zugkreuzung vorgesehen.

## Unfallhergang
Der Zug, der in Richtung Neumünster fuhr und zuvor im Bahnhof Bad Bramstedt gehalten hatte, verließ den Bahnhof, ohne dass der Triebfahrzeugführer zuvor die Fahrerlaubnis des Zugleiters eingeholt hatte. Der Grund hierfür konnte nicht geklärt werden. Jeder der beiden Triebwagen war zum Zeitpunkt des Unfalls mit etwa 60 km/h unterwegs. Die Triebfahrzeugführer können das jeweils andere Fahrzeug erst im letzten Moment vor dem Zusammenprall gesehen haben, der sich gegen 15:24 Uhr parallel zur Bimöhler Straße ereignete.

## Folgen
Sechs Menschen starben, 80 weitere wurden zum Teil schwer verletzt. Beide Triebfahrzeugführer kamen ums Leben. Der Fahrer des aus Richtung Neumünster kommenden Triebwagens hatte an diesem Tag seine 14-jährige Tochter im Führerstand mitfahren lassen – auch sie starb in den Trümmern.
Um 15:25 Uhr wurde über Funk Großalarm für die Freiwillige Feuerwehr Bad Bramstedt ausgelöst. Die Freiwilligen Feuerwehren von Bad Bramstedt, Kaltenkirchen und Norderstedt, ein kompletter Löschzug der Berufsfeuerwehr Hamburg, das Technische Hilfswerk (THW), das Deutsche Rote Kreuz, 29 Rettungswagen und 20 Notärzte, insgesamt mehr als 300 Einsatzkräfte, waren vor Ort. Rettungshubschrauber kamen zum Einsatz. Es war die größte Rettungsaktion im Kreis Segeberg nach dem Zweiten Weltkrieg. Die steile Böschung erschwerte die Rettungsarbeiten. Gegen 19:00 Uhr wurde der letzte eingeklemmte Fahrgast lebend gerettet, der letzte Tote gegen 20:30 Uhr geborgen.
Dies war das schwerste Zugunglück in der bis dahin 110-jährigen Geschichte der AKN. Ein Investitionsprogramm der AKN sah vor,  die Strecke mit einem Zugsicherungssystem auszurüsten, das auch Signalisierung und Zwangsbremsung beim Überfahren eines Haltesignals vorsah. Der Grund, warum der nordwärts fahrende Triebfahrzeugführer ohne Fahrerlaubnis abfuhr, konnte nie geklärt werden. Die Staatsanwaltschaft kam zu dem Schluss, dass menschliches Versagen Ursache für den Unfall gewesen sei.
Rund 15 Stunden nach dem Unfall wurden die Triebwagen, teilweise auf Hilfsdrehgestellen, mit Hilfe eines 200-Tonnen-Schienendrehkranes in den Bahnhof von Bad Bramstedt geschleppt. Die Einheit VT 2.31 wurde nach dem Unfall ausgemustert und als Ersatzteilspender für die andere an diesem Unfall beteiligte Einheit VT 2.42 verwendet, die wieder in Dienst gestellt wurde.